# Ömürbek Babanov
Pour les articles homonymes, voir Babanov.
Ömürbek Toktogoulovitch Babanov (en kirghize : Өмүрбек Токтогулович Бабанов), né le 15 janvier 1970, est un homme d'État kirghiz, Premier ministre du 1er décembre 2011 au 1er septembre 2012.

## Biographie
Avant sa nomination comme Premier ministre, Ömürbek Babanov est vice-Premier ministre dans le gouvernement d'Almazbek Atambaev. Il occupe ensuite le poste de Premier ministre par intérim du 23 septembre au 14 novembre 2011, durant la campagne présidentielle d'Atambaev. Il retrouve son poste par intérim le 1er décembre 2011, lorsque Atambaev prend ses fonctions de président de la République, avant d'être confirmé le 23 décembre suivant. Il demeure en fonction jusqu'à sa démission le 1er septembre 2012.
Il est candidat à l'élection présidentielle du 15 octobre 2017 où il obtient 33,49 % des voix, terminant deuxième derrière le vainqueur Sooronbay Jeenbekov.
Il se retire de la vie politique début 2018 et quitte le pays pour la Russie,. Il revient au Kirghizistan à l'été 2019.
Le 9 octobre 2020, dans le cadre des manifestations qui se déroulent depuis cinq jours contre la fraude lors des élections législatives, il est proposé comme Premier ministre par les partis Respoublika, Ata-Meken, Bir Bol et Reforma.